# 柴田源左衛門

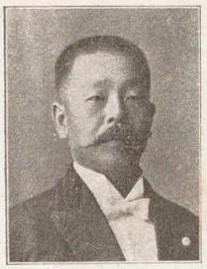
柴田源左衛門

柴田 源左衛門（しばた げんざえもん、1861年6月2日（文久元年4月24日） - 1934年（昭和9年）3月20日）は、日本の政治家。衆議院議員（1期）。

## 経歴
滋賀県出身。滋賀県会議員となる。また、二十一銀行、長浜貯蓄銀行各取締役、長浜瓦斯、日本ビロード各(株)社長、浜縮緬商同業組合、京都浜縮緬商組合、近江蚕糸販売組合各組合長を務めた。
1912年の第11回衆議院議員総選挙において滋賀県郡部から無所属で立候補して当選した。衆議院議員を1期務めた。のち立憲国民党に入党した。1915年の第12回衆議院議員総選挙において立憲国民党公認で立候補したが落選した。1934年に死去した。